# Веселогірський заказник
Веселогірський заказник  —  лісовий заказник місцевого значення, розташований у Слов’яносербському районі на правому березі р. Сіверський Донець на північ від с. Обозне. Заповіданий рішенням Луганської обласної ради від 24 лютого 2012 р. № 10/59. 

## Площа
Площа — 94,67 га.

## Опис (рослини)
Мальовничий ландшафт заказника поєднує листяні ліси з лучними галявинами. У структурі рослинного покриву простежуються чотири типи фітоценозів: степовий, лісовий, лучний, водний. Ліси представлені природними 70-110-річними заплавними дібровами. У невеликій кількості зростають клен, ясен, в’яз, тополя. Південною межею заказника є північно-східні крутосхили, де галявини чергуються з лісовими насадженнями на суглинистих ґрунтах.

## Опис (тварини)
На території заказника мешкають види тварини: заєць, вивірка звичайна, лисиця звичайна, свиня дика, тхір лісовий, дятел малий, синиця вусата, ропуха зелена, жаба гостроморда та інші.